# Роднянский, Зиновий Борисович
Зиновий Борисович Роднянский (укр. Зиновій Борисович Роднянський; 17 сентября 1900, Сураж — 15 июля 1982, Киев) — советский сценарист и редактор.

## Биография
Родился 17 сентября 1900 года в городке Сураж Черниговской губернии. В документальном кинематографе с 1936 года, являлся главным редактором «Укркинохроники». Репрессирован в 1937 и 1948 годах. В начале Великой Отечественной войны был с семьёй эвакуирован из Киева в Ташкент.
Умер 15 июля 1982 года в Киеве на 82-м году жизни.

## Семья
Дочь — кинопродюсер Лариса Зиновьевна (Ляля) Роднянская (1937—2004);
- внук — продюсер кино, режиссёр Александр Ефимович Роднянский[2][4].

Брат — Бенцион Борисович Роднянский, терапевт и эндокринолог, доцент Черновицкого медицинского института, автор монографии «Эндемический зоб на Украине» (1968);
- племянница — литературный критик Ирина Роднянская.

Племянник — авиаконструктор Лазарь Маркович Роднянский.
Двоюродная сестра — кинематографист Эсфирь Ильинична Шуб.

## Сценарии
- Семь шагов за горизонт
- Язык животных
- Думают ли животные

## Фильмография
- 1957 — Живи, Украина![5].